# Lijst van burgemeesters van Venray
Dit is een lijst van burgemeesters van de Nederlandse gemeente Venray in de provincie Limburg.
| Ambtsperiode | Naam burgemeester              | Partij of stroming | Bijzonderheden                  |
| ------------ | ------------------------------ | ------------------ | ------------------------------- |
| 1811 - 1817  | Gerard van den Speulhof        |                    |                                 |
| 1817 - 1847  | Frans Arnold Antoon Verblackt  |                    |                                 |
| 1847 - 1875  | Joseph Frederik Sigmund Esser  |                    |                                 |
| 1875 - 1898  | Philippus Hubertus Wilh. Esser |                    |                                 |
| 1898 - 1915  | Hendrick Coenradus Hub. Esser  |                    |                                 |
| 1916 - 1937  | Oscar Louis Pierre van de Loo  |                    |                                 |
| 1938 - 1960  | Alphons Hubert Marie Janssen   |                    |                                 |
| 1961 - 1968  | Majel (M.M.L.G.M.) Custers     | KVP                |                                 |
| 1968 - 1975  | Frans (F.G.L.L.) Schols        | KVP                | later burgemeester van Den Haag |
| 1976 - 1991  | Harry (H.J.M.) Defesche        | CDA                |                                 |
| 1991 - 2009  | Jos (J.F.H.A.B.) Waals         | CDA                |                                 |
| 2010 - 2019  | Hans (J.J.P.M.) Gilissen       | PvdA               |                                 |
| 2020 - 2021  | Luc (L.M.C.) Winants           | CDA                |                                 |
| 2021 - 2023  | Leontien (L.A.M.) Kompier      | PvdA               | waarnemend                      |
| 2023 - heden | Michiel (M.C.) Uitdehaag       | D66                |                                 |